# Ron Cey
Ronald Charles Cey (nascido em 15 de fevereiro de 1948) é um ex-jogador profissional de beisebol que atuou como terceira base na major leagues. Jogou pelo Los Angeles Dodgers (1971–82), Chicago Cubs (1983–86) e Oakland Athletics (1987). Cey rebatia e lançava como destro; jogador muito popular, foi apelidado de "The Penguin" por sua corrida lenta.